# Mtscheta Parki

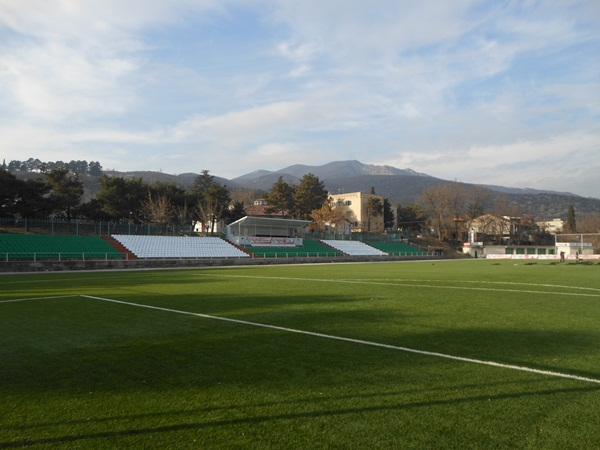
Läktaren vid Mtscheta Parkis ena långsida.

Mtscheta Parki (georgiska: მცხეთა პარკი) är en nybyggd idrottsstadion i Mtscheta i Georgien. Stadion är hemmaplan för fotbollsklubben WIT Georgia. Mtscheta Parki har en kapacitet för 2 000 åskådare. Planen mäter 105 x 68 meter och är belagd med gräs.